# Fährgerechtsame
Die Fährgerechtsame ist das seit dem Mittelalter gewährte Recht zur Erhebung von Gebühren für die Übersetzung von Personen, Gütern oder Fahrzeugen mit einer Fähre über einen Fluss. Diese Gerechtsame war in der Regel auch mit einem Gebietsschutz verbunden. Dieser erstreckte sich bis zur nächsten freien Fährstelle auf beide Seiten des Flusses.
Die Fährgerechtsame scheint ursprünglich nicht mit dem Wasserregal, also dem königlichen Recht auf Regelung der Flussschifffahrt, in Zusammenhang gestanden zu sein. Vielmehr war dieses Recht mit dem Besitz der geeigneten Ufergrundstücke verbunden. Die Fährgerechtsame wurde zusammen mit dem Grundstück verkauft bzw. erworben. Abgaben wurden oft als Zehent eingehoben.
Kaiser Otto I. jedoch stattete die von ihm eingesetzten Bischöfe mit einer Reihe von Regalien aus, seinem Bruder Bruno, dem Erzbischof von Köln, verlieh er das Fährrecht (Fährregal) über den Rhein. Die zuvor selbständigen Fährleute wurden dadurch erzbischöfliche Vasallen. Ihnen gewährte der Erzbischof die Fährgerechtsame. Dieses gewerbliche Recht zum Betrieb der Fähre wurde innerhalb der Familien weitervererbt.
Heute regeln in Deutschland die Landeswassergesetze die Fährrechte, häufig werden allerdings erteilte Fährgerechtsame noch anerkannt.

## Weblink
- Geschichte der Fähre Andernach